# Río Segundo (ciudad)
Río Segundo es una ciudad de la provincia de Córdoba, Argentina. Se encuentra ubicada en la pedanía de Pilar, al noroeste del departamento Río Segundo, en el centro de la provincia. Al sur de la ciudad corre el río Segundo o Xanaes, el cual la separa de la localidad de Pilar; junto a esta última forman un único centro urbano denominado Río Segundo - Pilar. La escasa distancia que la separa de la ciudad de Córdoba —a la cual se encuentra conectada mediante una autopista paralela a la ruta nacional N.º 9— y el nudo vial y ferroviario del lugar son los principales motores de esta localidad, lo que atrajo algunas industrias alimenticias y cerealeras que se afincaron en el parque industrial municipal.

## Historia
Las márgenes del río Segundo eran habitadas en tiempos precolombinos por comechingones y sanavirones, prueba de ello son los importantes yacimientos arqueológicos de la zona, donde se hallaron herramientas y artesanías de estas culturas. Existen pruebas de la presencia de un caserío en el lugar en el siglo XVI, fecha en la que habían llegado al lugar los primeros conquistadores españoles. Se cree que las tierras fueron recorridas por primera vez por europeos cuando parte de la expedición que fundó Córdoba siguió rumbo al océano Atlántico, ya que al poco tiempo de la fundación las mismas fueron repartidas entre comilitones de Jerónimo Luis Cabrera, fundador de Córdoba; los primeros dueños españoles del lugar fueron Alonso de Luque, Alonso de Cárdenas y Juan Espinosa Negrete, con distintos sectores del territorio. Aunque originalmente el río fue denominado Navidad, al poco tiempo ya se lo conocía como río Segundo, y así fueron denominadas las tierras de la zona.
El origen del pueblo se da en una posta en el Camino Real, que se desplazó desde la original Posta de Luque hasta la Posta de Correo o Posta de Río Segundo que fue el embrión del poblado actual. 
El Camino Real conectaba el Alto Perú con Buenos Aires, y la presencia del en ese entonces caudaloso río Segundo obligó a establecer un lugar desde donde poder sortearlo. Sin embargo, el verdadero impulsor del caserío fue la llegada del ferrocarril. Unir a Córdoba con Rosario y Buenos Aires fue uno de los primeros objetivos en la historia ferroviaria de la Argentina, y al quedar Río Segundo en el camino, el pueblo fue uno de los primeros en tener a este medio de locomoción como una alternativa. El 17 de mayo de 1870 se habilita el tramo que la une a Laguna Larga, y apenas un día después se habilitaba el tramo hasta la capital provincial. La presencia del ferrocarril dio al paraje su primer evento de importancia: en diciembre de 1870 se realizó un histórico Ensayo de Máquinas Agrícolas, entre las que se encontraban las primeras trilladoras de la época entre otras novedades, que luego serían utilizados en los ricos campos de la provincia de Córdoba que correspondían a la Pampa Húmeda, en la cual se encuentra Río Segundo.
En 1871 se forma el pueblo definitivamente, al cual se le asigna una extensión de 50.000 m² (5 manzanas). El progreso fue acelerado, obteniendo el poblado su primera escuela en 1883; el primer templo católico comenzó a construirse en 1884; en ese mismo año se funda la cervecera Río II, primera industria local; ya en 1887 es elevada a la categoría de Villa, lo que deviene en la creación de la municipalidad al año siguiente. A comienzos del siglo siguiente se construyen dos importantes puentes sobre el río Segundo: uno ferroviario y otro vial, que otorgan una mejor comunicación a la zona.
Las vías terrestres de comunicación siguen siendo hoy preponderantes en el desarrollo de la zona, y el 26 de diciembre de 2010 después tanta espera se inauguró la autopista más larga del país que une a las importantísimas ciudades de Córdoba, Rosario y Buenos Aires.

## Toponimia
Lo adquiere del río sobre cuya margen izquierda se encuentra el centro histórico de la ciudad (sobre la margen derecha se encuentra la ciudad de Pilar). El río Segundo (también llamado Xanaes) fue denominado así por ser el segundo de un conjunto de cinco ríos que cortan a la provincia en sentido oeste - este, tomando como Primero el que se encuentra más al norte atravesando de oeste a este a la Ciudad de Córdoba .

## Economía
La ciudad de Río Segundo se destaca por sus industrias alimenticias y vinculadas al agro, es renombrada la empresa Logros S.A.  Un frigorífico exportador muy importante de la zona.

## Población
En el año 2025 tiene aproximadamente 26.000 hab. En el censo 2022 contaba con 22.115 hab. El censo 2010 dio un resultado de 20.427 . En el censo nacional de población 2001 contaba con 18,155 habitantes (Indec, 2001), lo que representa un incremento del 15,3% frente a los 15,746 habitantes (Indec, 1991) del censo anterior. Si se le suma la población de Pilar, entre ambas alcanzan aproximadamente al año (2023)
47.900 hab , cifra que la constituye como el duodécimo aglomerado urbano provincial, llamándose Río Segundo - Pilar.
| Gráfica de evolución demográfica de Río Segundo entre 1980 y 2025 |
|                                                                   |
| Fuente: Censos nacionales del INDEC                               |

## Clubes
- Club Atlético Central Río Segundo
- ACD- Asociación Cultural y Deportiva Tiro Federal
- Asociación Juventud Católica
- Sociedad Española
- Sociedad Italiana